# Limor Fried
Limor Fried (...) è un'ingegnere elettrotecnico statunitense, proprietaria della società di hobbystica elettronica Adafruit Industries.
È una figura di spicco della comunità hardware open source. Ha partecipato al primo vertice hardware open source e alla stesura della Open Source Hardware Definition (Definizione di hardware open source), ed è nota per il suo soprannome ladyada, un omaggio a Ada Lovelace.

## Carriera
Fried ha studiato al MIT, conseguendo una laurea in ingegneria elettrica e informatica (EECS) nel 2003 e un master in ingegneria presso EECS nel 2005. Durante gli studi ha creato un progetto chiamato Meccanismi di difesa sociale: strumenti per recuperare il nostro spazio personale. Basandosi sul concetto di design critico, ha prototipato un paio di occhiali che si scuriscono quando si è in prossimità di un televisore, e un jammer RF a bassa potenza che impedisce ai telefoni cellulari di operare nello spazio personale di un utente.
Fried è stata Eyebeam fellow dal 2005 al 2006.
Nel 2005, Fried ha fondato Adafruit Industries, inizialmente nella sua stanza di dormitorio al MIT, poi a New York. La società progetta e rivende kit elettronici, componenti e strumenti open source, principalmente per il mercato degli hobbisti. Nel 2010 l'azienda contava otto dipendenti e ha venduto prodotti per oltre 3 milioni di dollari.  La missione dell'azienda si estende oltre il pubblico degli hobbisti adulti e comprende il mondo all'educazione STEM (scienza, tecnologia, ingegneria e matematica) in ambito pre-scolastico.
Nel 2009 le è stato assegnato il Pioneer Award dalla Electronic Frontier Foundation per i suoi importanti contributi alla comunità di hardware e software open source. Fried è stata insignita nel 2011 del premio Most Influential Women in Technology dalla rivista Fast Company ed è diventata la prima donna ingegnere presente sulla copertina di Wired. In un'intervista con CNET Fried ha detto: "Se c'è una cosa che vorrei come risultato di questo riconoscimento è sapere che ho ispirato bambine e bambini a dirsi 'Posso farlo anche io' e iniziare il viaggio per diventare ingegneri e imprenditori. "
Fried fa parte del comitato consultivo editoriale dell'IEEE Spectrum a partire dal 2017.

## Premi
- Premio Pioneer 2009 dalla Electronic Frontier Foundation[7]
- Premio Most Influential Women in Technology 2011 della rivista Fast Company[8]
- Premio insignito da Entrepreneur nel 2012 "Imprenditore dell'anno". Dei 15 finalisti, era l'unica donna.[13]
- Campione del cambiamento della Casa Bianca nel 2015 (Making)[14]
- Elencata tra le 50 migliori donne americane che lavorano in ambito tecnologico, 2018, Forbes.[15]
- 2019 STEP Ahead Honoree, Women in Manufacturing da The Manufacturing Institute[16]
- Premio Women in Open Source 2019 (Community) di Red Hat[17]

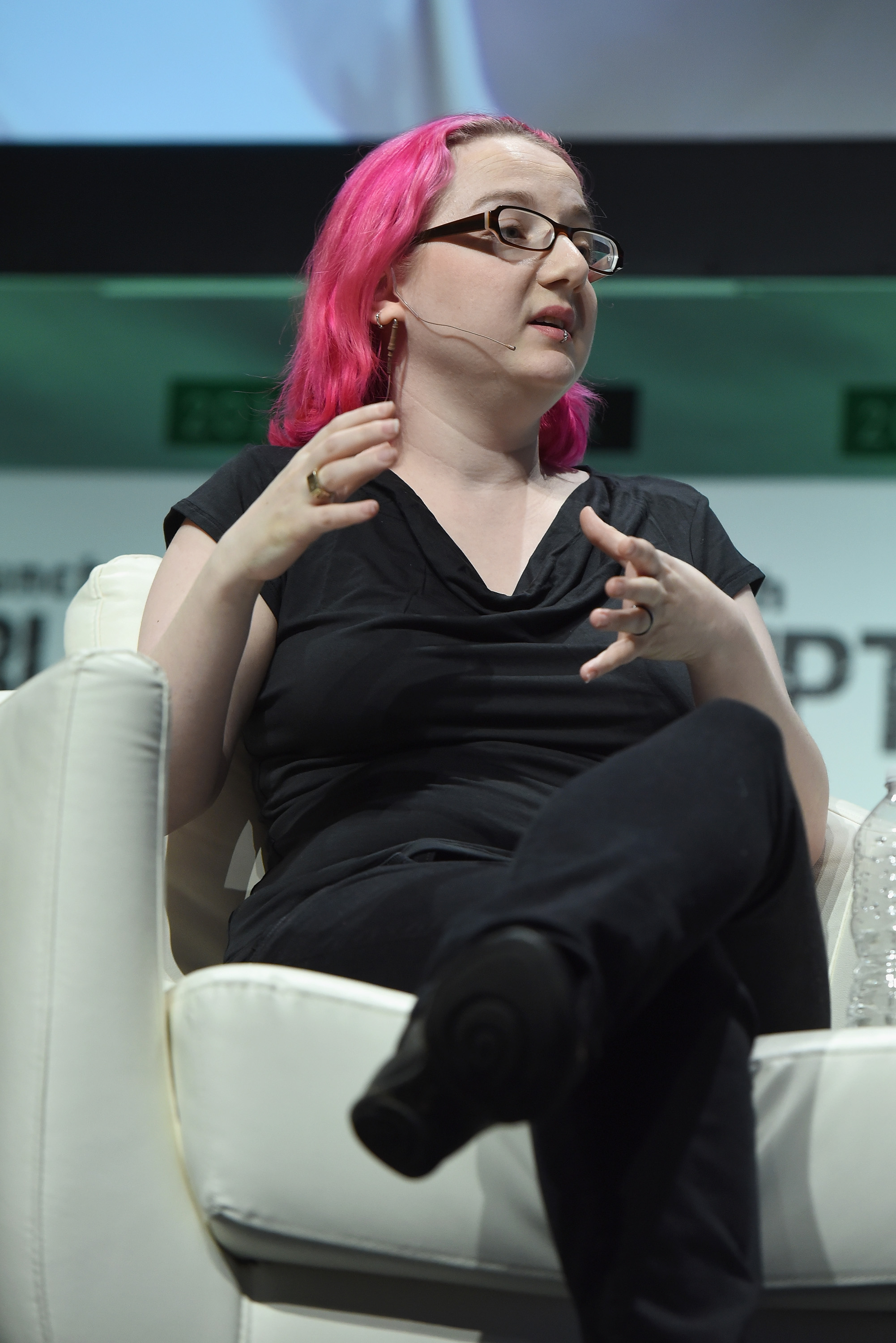
Limor Fried al TechCrunch Disrupt in New York, 2015

## Progetto Open Kinect
In risposta al lancio di Kinect per Xbox 360 di Microsoft nel 2010, Fried, insieme a Phillip Torrone ha organizzato una sfida da $ 1.000 per creare un driver open source. Dopo che Microsoft ha condannato la sfida come una modifica del proprio prodotto, Adafruit ha aumentato il premio a $ 2.000 e poi a $ 3.000. Ciò ha provocato questa risposta da un portavoce della società Microsoft:
Microsoft non condona le modifiche dei suoi prodotti ... Con Kinect, Microsoft ha integrato diverse protezioni hardware e software progettate per ridurre le possibilità di manipolazione del prodotto. Microsoft continuerà a fare progressi in questo tipo di garanzie e lavorerà a stretto contatto con le forze dell'ordine e i gruppi di sicurezza dei prodotti per mantenere Kinect resistente.
Dopo significativi progressi nello sviluppo di driver open source, i portavoce di Microsoft hanno dichiarato di non condannare il concorso e, in effetti, si sono dimostrati entusiasti di vedere ciò che la comunità aveva sviluppato.